# Браганса, Акино де
Томаш Акино Мессиаш де Браганса (порт. Tomás Aquino Messias de Bragança, 6 апреля 1924, Бардез, Португальская Индия — 19 октября 1986, Лебомбо, ЮАР / Мозамбик) — мозамбикский общественно-политический деятель, активный участник национально-освободительной борьбы на Гоа и Мозамбике. Один из ведущих научных сотрудников Университета имени Эдуарду Мондлане.